# Amanda Mijalopulu

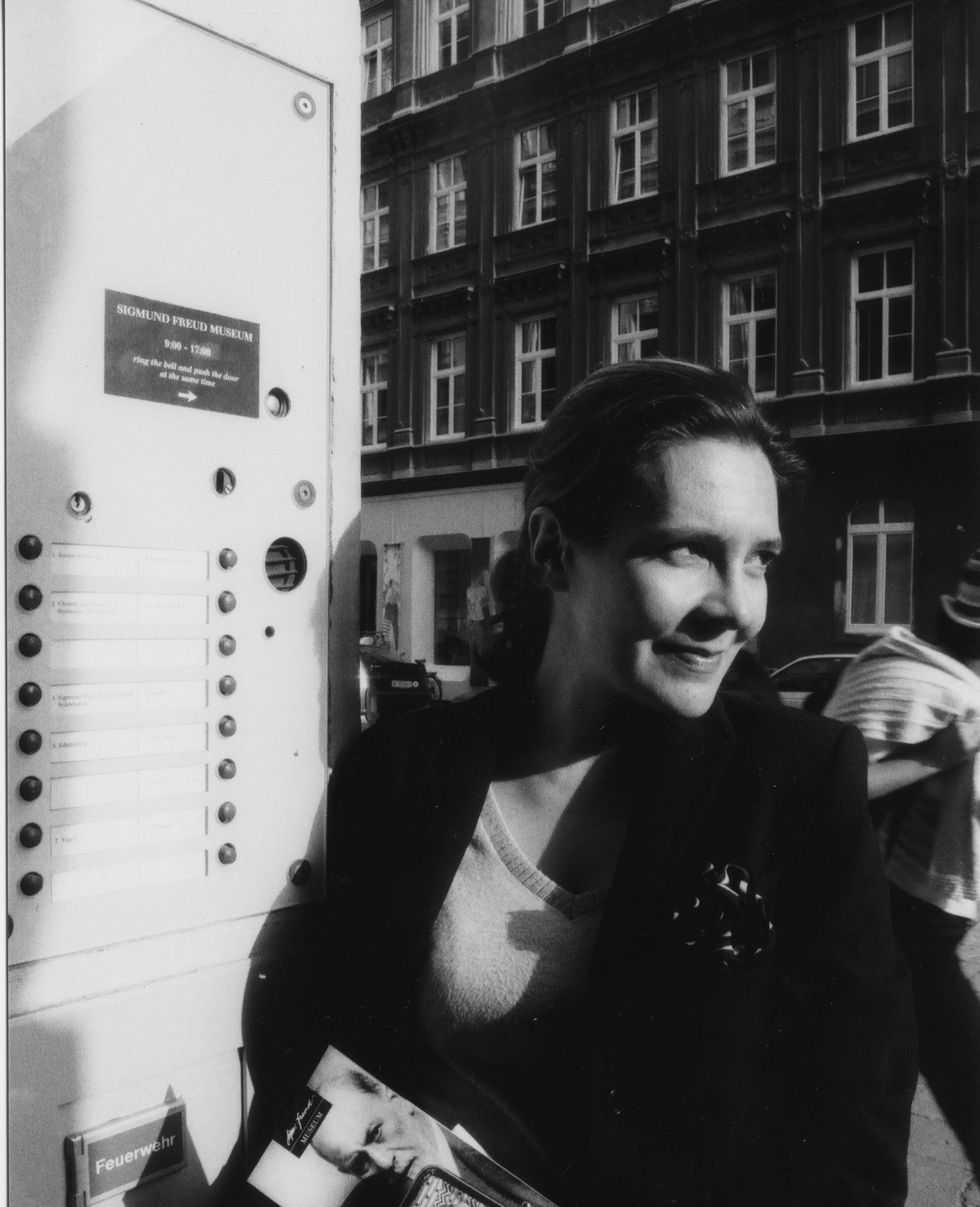
Amanda Mijalopulu

Amanda Mijalopulu (en griego Αμάντα Μιχαλοπούλου) es una escritora griega nacida en Atenas en 1966.
Estudió Literatura Francesa en Atenas y Periodismo en París. Durante muchos años trabajó como columnista en los principales diarios griegos. 
Ha publicado seis novelas, dos colecciones de cuentos, una colección de correspondencia por correo electrónico y libros de muchos niños. Ha recibido el premio literario de la revista Revmata por su novela corta Life is colourful outside (1994) y el premio literario Diavazo por su gran aclamada novela Wishbone Memories (1996). Sus novelas y cuentos se han publicado en más diez idiomas, entre otros el italiano, inglés, alemán, sueco, checo, ruso y serbio. La traducción estadounidense de su libro Me gustaría, ganó el Premio Internacional de Literatura por la w:National Endowment for the Arts Estados Unidos (2008) y también fue preseleccionada para el Best book in translation de la Universidad de Rochester, EE. UU. Le influyen significativamente Jorge Luis Borges e Italo Calvino.